# Fleetwood Mac (1975)
Fleetwood Mac è il decimo album del gruppo rock britannico dei Fleetwood Mac, pubblicato nel 1975. Anche noto come the White Album, per distinguerlo dall'omonimo del 1968, fu il primo a presentare la cantante Stevie Nicks ed il cantante/chitarrista Lindsey Buckingham nella band. L'album, che rese molto popolare la band nel mondo, raggiunge la prima posizione nella Billboard 200, la seconda posizione in Canada, la terza in Australia e Norvegia e la quarta in Nuova Zelanda.
La rivista Rolling Stone l'ha inserito al 183º posto della sua lista dei 500 migliori album ed è entrato nella Grammy Hall of Fame Award 2016.

## Tracce
1. Monday Morning (Lindsey Buckingham) – 2:48
2. Warm Ways (Christine McVie) – 3:54
3. Blue Letter (Michael Curtis, Richard Curtis) – 2:41
4. Rhiannon (Stevie Nicks) – 4:11
5. Over My Head (C. McVie) – 3:38
6. Crystal (Nicks) – 5:14
7. Say You Love Me (C. McVie) – 4:11
8. Landslide (Nicks) – 3:19
9. World Turning (Buckingham, C. McVie) – 4:25
10. Sugar Daddy (C. McVie) – 4:10
11. I'm So Afraid (Buckingham) – 4:22

Ristampa del 2004 – Bonus Tracks
1. Jam #2 (Buckingham, C. McVie, John McVie, Mick Fleetwood) – 5:41
2. Say You Love Me [Single Version] (C. McVie) – 4:03
3. Rhiannon (Will You Ever Win) (Nicks) – 3:48
4. Over My Head [Single Version] (C. McVie) – 3:09
5. Blue Letter [Single Version] (M. Curtis, R. Curtis) – 2:42

## Formazione
- Stevie Nicks - voce
- Lindsey Buckingham - chitarra, voce
- Christine McVie - tastiera, voce
- John McVie - basso
- Mick Fleetwood - batteria

con
- Waddy Wachtel - chitarra ritmica in "Sugar Daddy"